# 7031 Kazumiyoshioka
7031 Kazumiyoshioka è un asteroide della fascia principale. Scoperto nel 1994, presenta un'orbita caratterizzata da un semiasse maggiore pari a 2,2824354 UA e da un'eccentricità di 0,0975560, inclinata di 5,48456° rispetto all'eclittica.